# Patricia Reyes Spíndola
Patricia Verónica Núñez Reyes Spíndola (Oaxaca, 11 juli 1953) is een Mexicaans actrice. Ze speelde in diverse films en series, waaronder The Children of Sanchez, El patio de mi cárcel en Fear the Walking Dead.

## Filmografie

### Film
Selectie:
- 1975: La otra virginidad, als Flora
- 1975: La casa del Sur, als María
- 1976: Actas de Marusia, als Rosa
- 1976: Las poquianchis, als Graciela
- 1977: El elegido, als Virgen Maria
- 1977: Las cenizas del diputado, als Ana Maria Godinez
- 1978: Pedro Páramo, als Eduviges Dyada
- 1978: The Children of Sanchez, als de zus van Paula
- 1982: Retrato de una mujer casada, als Luisa
- 1985: Los motivos de Luz, als Luz
- 1985: El rey de la vecindad, als Esposa de Marcos
- 1987: Los confines, als Esposa
- 1991: Woman of the port, als Tomasa
- 1992: Nocturno a Rosario, als Soledad
- 1993: ¡Aquí espaantan!, als Remedios
- 1994: The Queen of the Night, als Lucha Reyes
- 1995: Mujeres insumisas, als Ema
- 1996: Profundo carmesí, als Sra. Ruelas
- 1998: El evangelio de las Maravillas, als Micaela
- 1999: El coronel no tiene quien le escriba, als Jacinta
- 2000: Before Night Falls, als María Teresa Freye de Andrade
- 2000: Such Is Life, als Adela
- 2000: La perdición de los hombres, als Axe Face
- 2001: El sueño del caimán, als Madre Caimán
- 2002: Acosada, als Licenciada Ortiz
- 2002: Frida, als Matilde Kahlo
- 2003: La mudanza, als Sara
- 2004: El edén, als Victoria
- 2005: Between, als Mrs. Gonzalez
- 2006: El carnabal de Sodoma, als Eréndira
- 2007: Malos hábitos, als Madre Superiora
- 2008: El patio de mi cárcel, als Aurora
- 2008: Todos hemos pecado, als La Doñita
- 2009: Un Mexicano más, als Viuda
- 2010: Chicogrande, als La Sandoval
- 2011: Las razones del corazón, als Doña Rosario
- 2015: El viaje de Keta, als Elena
- 2015: Being or Not Being, als Veronica
- 2018: Eres mi pasión, als Madre Furia
- 2018: A ti te quería encontrar, als Lola
- 2018: Mi Mariachi, als Susana
- 2019: Vagoneros, als Covarrubias
- 2019: Devil Between the Legs, als Isabel
- 2020: Ánima, als Danae
- 2020: Se busca papá, als schooldirectrice
- 2022: Me casé con un idiota, als Virginia Lobo
- 2022: Mamá para Rato, als Fanny
- 2022: A quin cierra los ojos, als Montserrat
- 2023: The Blood Priestess, als Magda
- 2023: Anillo de Bodas, als Mary
- 2024: Mama, als Vecina
- 2024: Turno Nocturno, als Hortensia

### Televisie
Selectie:
- 1982: Bianca Vidal, als Cirila
- 1983: El maleficio, als Teodora
- 1984: La traición, als Lidia
- 1988: El extraño retorno de Diana Salazar, als Jordana
- 1989: Teresa, als Josefina Martínez
- 1990: En carne propia, als Tota de Ortega
- 1992: Triángulo, als Virginia Granados
- 1994-2004: Mujer, casos de la vida real, als verschillende rollen
- 1996: La antorcha encendida, als Doña Juana de Foncerrada
- 1997: María Isabel, als Manuela
- 1999: El niño que vino del mar, als Alberta Gómez
- 2001: Salomé, als Manola
- 2003-2004: Mariana de la noche, als María Lola
- 2005: La madrastra, als Venturina García
- 2006: La fea más bella, als Tomasa Mora
- 2007: XHDRbZ, als Mamá de Exelsa
- 2008-2010: Mujeres asesinas, als verschillende rollen
- 2010-2011: Los Héroes del norte, als Doña Olegaria
- 2011: Rafaela, als Caridad
- 2014: El colo de la pasión, als Trinidad
- 2015-2016: Fear the Walking Dead, als Griselda Salazar
- 2016: Un camino hacia el destino, als Blanca Elizalde Contreras
- 2018: Atrapada, als Marcela
- 2019: La reina del Sur 2, als Carmen Martínez
- 2020: La Doña 2', als Florencia Molina
- 2020-2021: Imperio de mentiras, als Sara Rodríquez de Velasco
- 2022-2023: El Galán. La TV cambió, él no, als Rocío
- 2023: Más alla de ti, als Zenaida Figueroa
- 2023: Senda Prohibida, als de moeder
- 2023: Está libre, als Concepción
- 2024: Mujeres asesinas, als Teodora
- 2024: La Mujer de mí Vida, als Antonia Oribe